# Carlos Isamitt

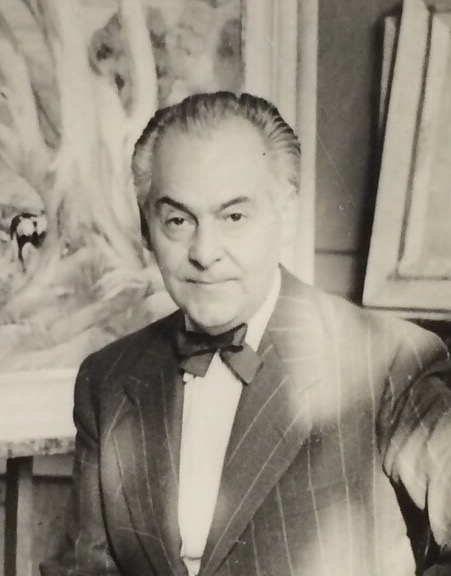
Carlos Isamitt

Carlos Isamitt Alarcón  (* 13. März 1887 in Rengo, Provinz Cachapoal; † 2. Juli 1974 in Santiago de Chile) war ein chilenischer Komponist und Maler.
Isamitt war seit 1905 am Konservatorium von Santiago Schüler von Pedro Humberto Allende Sarón. Zugleich studierte er Malerei bei Julio Fossa Calderón. Später setzte er seine Ausbildung als Maler bei Pedro Lira und Fernando Álvarez de Sotomayor fort. Bei der Weltausstellung 1925 in Paris lernte er die Werke von Paul Cézanne sowie der Fauvisten und Expressionisten kennen, die seinen Stil beeinflussten.
Nach seiner Rückkehr nach Chile leitete er das Museo de Bellas Artes, die Escuela de Bellas Artes und das Conservatorio de Música. 1965 wurde er mit dem Premio Nacional de Arte en Música ausgezeichnet.
Er komponierte drei Ballette, vier sinfonische Konzertstücke, eine Sinfonie, ein Harfenkonzert, eine Orchestersuite, kammermusikalische Werke, Kantaten, Hymnen und Lieder. Seine Werke waren von der Musik der Mapuche beeinflusst. 
Isamitt verfasste auch mehrere Schriften über chilenische Volksmusik, vor allem über die Musik der Mapuche in den Jahren 1931 bis 1937. Dabei entstanden Hunderte von Transkriptionen und Feldaufnahmen traditioneller Musik. Für die Musikethnologie ist ferner die erste genaue Beschreibung des Aerophons Nolkin von Bedeutung.